# Hugo (Elsass)
Hugo (* vor 863; † nach 895 in der Abtei Prüm) war der einzige Sohn König Lothars II. von Lotharingien, allerdings aus dessen kirchlich nicht anerkannter zweiter Ehe mit Waldrada.
Die Bemühungen seines Vaters, dieser Ehe Anerkennung und damit Hugo die Thronfolge in Lotharingien zu verschaffen, blieben ohne Erfolg. Lothar übertrug seinem Sohn 867 das Herzogtum Elsass (ob als Versuch, dadurch Fakten zu schaffen und die Erbfolge zu erzwingen, oder in der Erkenntnis, dass die Erbfolge nicht mehr durchzusetzen sein werde und sein Sohn nun versorgt werden müsse, bleibt unklar) und unterstellte ihn dem Schutz seines Onkels, Ludwigs des Deutschen, doch überging dieser Hugos Ansprüche nach dem Tod Lothars (869) und im Vertrag von Meerssen (870).
877 unternahm Hugo den ersten Versuch, sich sein Erbe zu erkämpfen, blieb aber – trotz Unterstützung durch den lothringischen Adel – erfolglos: 878 wurde er durch Papst Johannes VIII. in Troyes exkommuniziert, 879 zog Ludwig der Jüngere gegen ihn ins Feld, 880 der Westfrankenkönig Ludwig III. und dessen Bruder Karlmann sowie der Ostfrankenkönig Karl der Dicke, letztendlich ohne Erfolg, da sie ihn nicht zu fassen bekamen.
Ludwig der Jüngere versuchte ihn zufriedenzustellen, indem er ihn mit Grafschaften und Abteien ausstattete, was Hugo jedoch offensichtlich nicht reichte, da er den Kampf bald wieder aufnahm.
Im Mai 882 wurde seine Schwester Gisela als Teil des Friedensvertrages mit den Wikingern, nach deren massivem Winterraubzug im Rheinland, mit deren Anführer Gottfried verheiratet, der zudem den Titel Herzog von Friesland erhielt. Gottfried beanspruchte ebenfalls Lothringen. Im Rahmen dieses Friedensvertrages erhielt Hugo die Einkünfte des Bistums Metz zugesprochen. Aber anstatt diesen Zugewinn lediglich anzunehmen und den Frieden einzuhalten, verbündete sich Hugo 883 mit Gottfried, deren erneuter Aufstand eine weitere Reaktion der Familie erforderte. Im Juni 885 gelang es dem Babenberger Heinrich von Franken Gottfried bei vorgetäuschten Verhandlungen zu erschlagen. Kurz darauf geriet Hugo in Gondreville in einen Hinterhalt; er wurde gefangen genommen und geblendet, dadurch regierungsunfähig gemacht und schließlich in der Abtei Prüm weggesperrt.
Mit der Ausschaltung Hugos war der lothringische Stamm der Karolinger beseitigt, das Mittelreich zwischen West- und Ostfrankenreich endgültig Geschichte.